# 2950 Rousseau
A 2950 Rousseau (ideiglenes jelöléssel 1974 VQ2) a Naprendszer kisbolygóövében található aszteroida. Paul Wild fedezte fel 1974. november 9-én.